# Jane - Stilista per caso
Jane - Stilista per caso (Jane by Design) è una serie televisiva statunitense, prodotta dal 2012 e trasmessa da ABC Family.
L'episodio pilota è stato trasmesso negli Stati Uniti il 3 gennaio 2012, mentre la prima stagione è andata in onda regolarmente a partire dal 5 maggio dello stesso anno. La serie TV è stata cancellata per scarsi risultati negli ascolti.
In Italia la serie è stata trasmessa da Deejay TV da ottobre 2012 a marzo 2013.

## Trama
La serie segue la vita di Jane Quimby, un'adolescente che venendo scambiata per un'adulta ottiene un lavoro che ha sempre sognato nel campo della moda. Il suo capo è Gray Murray Chandler, una stilista di fama internazionale. Jane è quindi costretta a destreggiarsi tra due vite segrete: una al liceo e una nell'alta moda, ma ad aiutarla ci sarà il suo migliore amico Billy. Jane scopre un mondo pieno di sfide per quanto riguarda il campo della moda, ma affronterà tutto questo con l'aiuto dei suoi collaboratori Jeremy Jones, India Jourdain, Carter e Birdie.

## Episodi
| Stagione       | Episodi | Prima TV USA | Prima TV Italia |
| -------------- | ------- | ------------ | --------------- |
| Prima stagione | 18      | 2012         | 2012-2013       |

## Personaggi e interpreti
- Jane Quimby, interpretato da Erica Dasher, doppiata da Gea Riva.
È una liceale con una doppia vita, infatti è anche l'assistente personale della stilista di moda Grey Chandler. Jane ha un fratello di nome Ben, che dopo la morte del padre, è diventato il suo tutore. Nella sua vita è presente anche Billy, il suo migliore amico, con cui condivide tutti i suoi segreti. Jane ha avuto una cotta per Nick Fadden, Eli Chandler e per Jeremy Jones.
- Billy Nutter, interpretato da Nick Roux, doppiato da Massimo Di Benedetto.
Ha uno stile punk ed è il migliore amico di Jane. Billy ha avuto una relazione segreta con la tipica "it girl" Lulu che finisce quando si rende conto che lei non vuole rendere pubblica la loro relazione. Nel finale di metà stagione, Billy cerca di rivelare i suoi sentimenti a Jane dicendole "Sei tu, Jane", ma viene interrotto da Jeremy. Dopo aver trascorso l'estate in riformatorio, Billy incontra Zoe, una studentessa ricca che finge di essere povera per piacergli e i due iniziano a frequentarsi.
- Jeremy Jones, interpretato da Rowly Dennis, doppiato da Ruggero Andreozzi.
È il collaboratore di Jane ed è un donnaiolo. Ha avuto una relazione con India, ma rompe con lei dopo aver scoperto che India aveva rubato un figurino di un abito da sposa a Jane. Si è scoperto inoltre che Jeremy era una talpa assunta da Beau Bronn per rubare al Donovan Decker le idee per i disegni.
- Ben Quimby, interpretato da David Clayton Rogers, doppiato da Simone D'Andrea.
È il fratello maggiore di Jane e dopo la morte del padre, diventa il suo tutore. Lavora come aiutante del coach di ginnastica al liceo in cui va Jane. Diventa amico di Rita Shaw, che andava con lui al liceo, lui si rende conto di provare dei sentimenti per lei al campeggio della scuola e i due si mettono insieme.
- India Jourdain, interpretata da India de Beaufort, doppiata da Patrizia Mottola.
È una collega di Jane e cerca di metterle i bastoni fra le ruote per rubare il lavoro a Gray. Viene ingiustamente accusata di essere la talpa al Donovan Decker e viene per questo licenziata. Ora lavora per i grandi magazzini Harrod e minaccia Jeremy dicendogli che se non l'avrebbe aiutata a distruggere Jane e Gray avrebbe rivelato a tutti che lui era la talpa.
- Lulu Pope, interpretata da Meagan Tandy, doppiata da Giuliana Atepi.
È la figlia di un giudice e frequenta lo stesso liceo di Jane. inizia una storia con Billy, ma dopo poco i due rompono. Lei è piuttosto ostile nei confronti Jane ed è gelosa dell'amicizia che c'è tra Jane e Billy.
- Nick Fadden, interpretato da Matthew Atkinson, doppiato da Gabriele Marchingiglio.
È la cotta adolescenziale di Jane. Diventa amico di Billy, ma la loro amicizia finisce quando lui al campeggio della scuola tradisce Jane con Lulu.
- Grey Chandler Murray, interpretata da Andie MacDowell, doppiata da Alessandra Karpoff.
È una famosa designer di moda che lavora per Donovan Decker ed è il capo di Jane. Lei è molto severa ed è a conoscenza che India vuole rubare il suo posto di lavoro. Anche se viene definita come donna senza cuore, riconosce il lavoro di Jane come sua assistente in varie occasioni.

## Guest star
- Carter, interpretato da Ser'Darius Blain, è un dipendente del Donovan Decker e aiuta Jane ogni volta che lei gli chiede un favore.
- Harper, interpretata da Karynn Moore, è la migliore amica di Lulu.
- Birdie, interpretato da Brooke Lyons, è il direttore delle risorse umane di Donovan Decker.
- Eli Chandler, interpretato da Bryan Dechart, è il nipote di Gray e lavora per l'azienda Donovan Decker.
- Zoe, interpretata da Mariah Buzolin, è una nuova studentessa che mostra interesse per Billy.
- Amanda Clark, interpretata da Briga Heelan, è una ex "ragazza popolare" del Whitemarsh High School, ora insegna recitazione a scuola.  Mostra un interesse per Ben.
- Kate Quimby, interpretata da Teri Hatcher, è la madre di Ben e Jane.